# SIDAC (software)
O Sistema de Identificação de Assistente Chamador (SIDAC) foi um programa de combate ao trote, sendo o primeiro produto da Dígitro na área de segurança pública.

## Histórico
Foi criado em outubro de 1985 para o Centro de Operações da Polícia Militar de Santa Catarina (Copom-SC) para combater o trote aos números de emergência (190 e 185). O sistema usava os dados da Telecomunicações de Santa Catarina (TELESC) para identificar o número de telefone que ligou para a linha e se ele era particular ou público, além de poder gravar os dados em disquetes. O produto também foi pensado para a iniciativa privada. O Banco do Estado de Santa Catarina (BESC) o usou para dar posições de aplicações no open e over para seus clientes. Depois que o sistema foi divulgado na imprensa de Florianópolis, os trotes caíram em 50%. Mais tarde, o SIDAC passou operar juntamente com o Termux, invenção da Compusoft que fornecia outros dados do assinante da linha, como seu nome, localização  e pontos de referência. O sistema completo custou NCz$ 300 mil, que de acordo com a PM, se pagou em três meses com a economia gerada pela supressão ao trote. Em 1987, o a Dígitro vendeu o SIDAC para a Argentina, com planos de expansão para o Peru. Em 1988, o sistema foi instalado em Curitiba. Em 1990, o Copom-SP comprou o sistema por Cr$ 1,2 milhão.
O SIDAC foi criticado por Márcio Thomaz Bastos, ex-presidente da Ordem dos Advogados do Brasil (OAB), por atentar contra o princípio constitucional que proibe gravações de conversas telefônicas como provas, mas foi defendido por por José Roberto Batochio, também ex-presidente da OAB, pelo entendimento que a lei protege a privacidade, mas não o anonimato.